# Google Developer Day

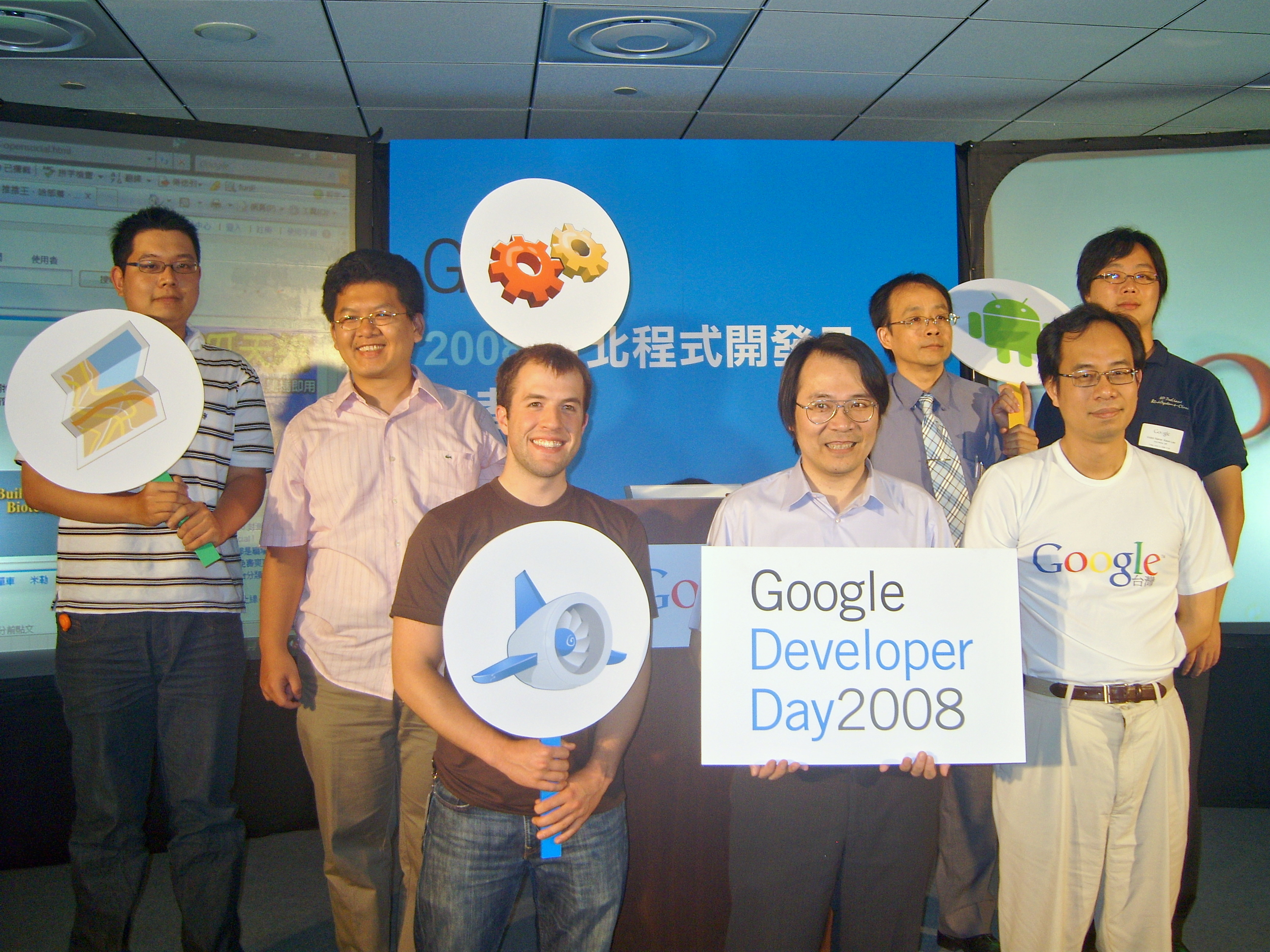
Google Developer Day 2008 ở Đài Loan

Google Developer Day 2008 ở Úc

Google Developer Day là sự kiện nhà phát triển tập trung vào web một ngày vòng quanh thế giới tổ chức hằng năm bởi Google. Nó bao gồm hội thảo và codelab tập trung vào xây dựng web, điện thoại, và ứng dụng doanh nghiệp với Google và công nghệ web mở như Android, HTML5, Chrome, App Engine, Google Web Toolkit và cung cấp cho người tham dự một cơ hội tuyệt vời để tìm hiểu sản phẩm phát triển của Google cũng như gặp những kỹ sư làm việc với nó.

## Tổ chức
Nó đã được tổ chức 5 lần vào:
- Google Developer Day 2007: ở Mountain View, California, Mỹ, Sao Paulo, Brazil, London, Anh, Paris, Pháp, Madrid, Tây Ban Nha, Hamburg, Đức, Moskva, Nga, Tokyo, Nhật Bản, Sydney, Úc, và Bắc Kinh, Trung Quốc.[1]
- Google Developer Day 2008: 10 tháng 6 ở Yokohama, Nhật Bản, 12 tháng 6 ở Bắc Kinh, Trung Quốc, 14 tháng 6 ở Đài Bắc, Đài Loan, 18 tháng 6 ở Sydney, Ức, 23 tháng 6 ở Thành phố México, México, 27 tháng 6 ở Sao Paulo, Brazil, 16 tháng 9 London, Anh, 18 tháng 9 ở Paris, Pháp, 23 tháng 9 Munich, Đức, 25 tháng 9 ở Madrid, Tây Ban Nha, 18 tháng 10 ở Bangalore, Ấn Độ, 21 tháng 10 ởMilan, Ý, 24 tháng 10 ở Prague, Czech, Oct 28 in Moskva, Russia, Nov 2 in Tel Aviv, Israel.[2]
- Google Developer Day 2009: 5 tháng 6 ở Bắc Kinh, Trung Quốc, 9 tháng 6 ở Yokohama, Nhật Bản, 29 tháng 6 ở Sao Paulo, Brazil, 6 tháng 11 ở Prague, Cộng hòa Czec, 10 tháng 11 ở Moskva, Nga.[3]
- Google Developer Day 2010: 28 tháng 9 ở Tokyo, Nhật Bản, 29 tháng 10 ở Sao Paulo, Brazil, 9 tháng 11 ở Munich, Đức, 12 tháng 11 ở Moskva, Nga, và 16 tháng 11 ở Prague, Cộng hòa Czech.[4]
- Google Developer Day 2011: 16 tháng 9 ở Sao Paulo, Brazil, 19–20 tháng 9 ở Buenos Aires, Argentina, 10 tháng 10 ở Moskva, Nga, 18 tháng 10 ở Prague, Cộng hòa Czech, 1 tháng 11 ở Tokyo, Nhật Bản, 8 tháng 11 ở Sydney, Úc, 13 tháng 11 ở Tel-Aviv, Israel, 19 tháng 11 ở Berlin, Đức.[5]

## Liên kết
- Website chính thức